# Ковпик, Фёдор Терентьевич
Фёдор Терентьевич Ковпик (укр. Федір Терентійович Ковпик; 1903, Малый Ржавец, Каневский уезд, Киевская губерния — 1970) — украинский советский деятель высшего образования, директор Харьковского государственного библиотечного института в 1947—1952 годах. Участник Великой Отечественной войны. Исследователь в области макаренковедения.

## Биография

### Ранний период
Фёдор Ковпик родился в 1903 году в селе Малый Ржавец, Каневского уезда, Киевской губернии в бедной украинской крестьянской семье. По окончании местной семилетней школы, в 1921 году, работал в сельском хозяйстве. Потом поступил в Корсунский педагогический техникум, который окончил в 1926 году. Продолжил обучение в Кубанском агрономическом педагогическом институте, одновременно работая в сельских школах Киевщины учителем обществознания. В марте 1932 года стал членом коммунистической партии. По окончании института в 1932 году, работал заведующим школой, возглавлял Краснодарский педагогический, Киевский Коммунистический газетно-журнальный, Киевский библиотечный техникумы и центральные курсы руководящих кадров народного образования при Наркомате образования УССР. Позже работал в Киевском педагогическом институте на должности декана педагогического факультета. Также в 1930-х годах окончил аспирантуру при Украинском научно-исследовательском институте педагогики.
После начала Великой Отечественной войны Фёдор Ковпик был призван в ряды Красной армии. Был отправлен учиться в Высший военно-педагогический институт, где учился с марта по ноябрь 1943 года. По окончании института был отправлен в действующую армию, где занимался агитационно-пропагандистской работой. Служил в составе 253-й стрелковой дивизии, имел воинское звание капитана. В январе 1944 года, во время Калинковицко-Мозырской операции, проявил себя как мужественный агитатор, который поддерживал боевой дух солдат на передовой, за что был награждён медалью за «За боевые заслуги». В следующий раз агитатор Ковпик отличился 13 июля 1944 года, во время боёв за село Лемешов вблизи города Горохов, за что был награждён орденом Красной Звезды. Второй свой орден Красной звезды Ковпик получил за работу в госпитале для легкораненых № 4431 160-го полевого эвакуационного пункта 3-й гвардейской армии в течение 1944—1945 годов.

### Харьковский государственный библиотечный институт
После войны был демобилизован, 14 октября 1947 года возглавил восстановленный Харьковский государственный библиотечный институт. Занимался восстановлением института несмотря на тяжёлое материальное положение. Из-за отсутствия у института собственного общежития директор жил во флигеле, который размещался во дворе заведения.
Одной из приоритетных задач, которую решал директор, был «кадровый вопрос». В институт удалось пригласить много специалистов библиотечного дела, в частности А. А. Аннушкина, Е. М. Борисову, Р. Б. Гуревич, М. О. Габель, И. Я. Каганова, Е. П. Тамма, Н. Я. Фридьеву. Также в вузе работали на почасовой оплате преподаватели из Харьковского государственного университета и Харьковского педагогического института. Особенностью кадровой политики Ковпика было то, что он охотно принимал людей с «тёмными пятнами» в биографии и не дал в институте провести массовые увольнения во время борьбы с «безродными космополитами» и «украинскими буржуазными националистами». Как подчёркивали исследовательницы Раскина и Козицкая, Ковпик «умел ценить специалистов и создавал им условия для успешной работы».
Благодаря работе с выпускниками средних школ, удалось значительно повысить количество поступающих. Так в 1948/1949 учебном году на стационаре обучалось 540 студентов, а в 1950/1951 году уже 1036. В 1948 году была проведена научно-практическая конференция для преподавателей, которая впоследствии стала ежегодной. Также проводились научные студенческие конференции, а авторы лучших работ отмечались на городских смотрах. Во время руководства Ковпика в институте открылся факультет культпросветработы, который оказался перспективным. Сам директор в 1951 году возглавил кафедру культурно-образовательной работы и педагогики.
Директор уделял много внимания успешности обучения и дисциплине среди студентов. Также занимался организацией, определением содержания и задачами производственной практики. Благодаря его деятельности в 1948/1949 учебном году, впервые в институте, была организована выездная практика в областных библиотеках республики. В результате чего студенты не только получали практический опыт, но и помогали в восстановлении библиотек.
В ноябре 1952 года покинул пост директора и продолжил работать заведующим кафедрой культурно-образовательной работы и педагогики. В следующем году оставил эту должность и в течение 1953—1956 годов занимал должность декана факультета детских и юношеских библиотек. В 1962 году возглавил кафедру педагогики и психологии, с 1964 года работал старшим преподавателем этой же кафедры. В 1967 году Фёдор Ковпик был награждён знаком Министерства культуры СССР «За отличную работу», а через два года он ушёл на пенсию.
Фёдор Ковпик умер в 1970 году.
Коллеги характеризовали Фёдора Ковпика как мягкого, доброжелательного, отзывчивого и порядочного человека, доброго товарища, который любил своё дело и был смелым и дальновидным в вопросе подбора сотрудников.

## Научная деятельность
Фёдор Ковпик занимался исследованиями в отрасли макаренковедения. Этой тематике, кроме многочисленных статей и докладов на конференциях, он посвятил свою кандидатскую диссертацию, которая осталась незащищённой.
Научные труды:
- Естетика праці в творах А. С. Макаренка // Радянська школа 1959. N 6. C. 69-72.
- Основи естетичних поглядів А. С. Макаренка // Наукова конференція, присвячена ХХІ з'їздові КПРС: [Тези доп.] / Харк. держ. бібл. ін-т. Х., 1959. С. 77-79.
- А. С. Макаренко як організатор художнього виховання в дитячому колективі // Конференція, присвячена підсумкам наукової роботи за 1959 рік (4-6 лютого 1960 р.): [Тези доп.] / Харк. держ. бібл. ін-т. Х., 1960. С. 83-87.
- А. С. Макаренко — організатор культосвітньої роботи // V звітно-наукова конференція: Підсумки наук. роботи за 1960 р. (7-10 лют. 1961 р.): Прогр. і тези доп. / Харк. держ. бібл. ін-т. Х., 1961. С. 46-48.
- А. С. Макаренко про естетичне виховання: Лекція для студ. по курсу «Історія педагогіки» / Харк. держ. бібл. ін-т. Х., 1961. 34 с.
- Естетика дисципліни в педагогічній спадщині А. С. Макаренка // Радянська школа 1961. N 4. С. 21-25.
- А. С. Макаренко про естетику дисципліни в дитячому колективі // Наук. зап. / Харк. держ. бібл. ін-т. Х., 1962. Вип. 6: Питання історії культосвітньої роботи. С. 171—189.
- Н. К. Крупська — видатний радянський педагог // ХІІІ звітно-наукова конференція, присвячена 100-річчю з дня народження Н. К. Крупської: Підсумки наук. роботи за 1968 р. (20, 21, 22 лют. 1969 р.): Прогр. і тези доп. / Харк. держ. ін-т культури. Х., 1969. С. 51-54.

## Награды
- орден Красной Звезды (17.08.1944, 16.06.1945)[1][5]
- медаль «За боевые заслуги» (26.03.1944)[4]
- медаль «За победу над Германией в Великой Отечественной войне 1941—1945 гг.» (09.05.1945)[7]
- знак Министерства культуры СССР «За отличную работу» (1967)[6]